# غراهام ستاك
غراهام كريستوفر ستاك (بالإنجليزية: Graham Stack)، من مواليد 26 سبتمبر 1981 في هامبستيد في إنجلترا، لاعب كرة قدم إيرلندي.
بدأ مسيرته الكروية مع نادي آرسنال في عام 2000، ولعب معهم حتى عام 2006، وفي موسم 2002/2003 أعير إلى نادي بيفيرن البلجيكي، وفي موسم 2004/2005 أعير إلى نادي ميلوال، وشارك معهم في 26 مباراة، وفي موسم 2005/2006 أعير إلى نادي ريدينغ، ولعب معهم مباراة واحدة، ومنذ عام 2006 وهو يلعب مع نادي ريدينغ، وفي موسم 2006/2007 أعير إلى نادي ليدز يونايتد، ولعب معهم 12 مباراة.

## روابط خارجية
- غراهام ستاك على موقع قاعدة بيانات كرة القدم.إي يو (الإنجليزية)
- غراهام ستاك على موقع Soccerbase.com (لاعب) (الإنجليزية)
- غراهام ستاك على موقع Soccerway.com (الإنجليزية)
- غراهام ستاك على موقع عالم كرة القدم.نت (الإنجليزية)
- غراهام ستاك على موقع كووورة